# 分配比
分配比（ぶんぱいひ、英: distribution coefficient、KD）は、2つの非混和性の溶媒中の被分析物の分布についての平衡定数である。
クロマトグラフィーにおいて、特定の溶媒では、分布係数は固定相中のモル濃度と移動相中のモル濃度の比と等しくなり、またそれぞれの相における溶媒の溶解度の比に近づく。
この用語は分配係数(partition coefficient)としばしば混同される。

## 式
溶質Aの水系/有機化合物系中の活量の比は一定のままとなり、Aの総量に無関係である（ゆえに{\displaystyle [A]_{org}\propto [A]_{aq}}）。したがって任意の温度において以下の式が成り立つ。
{\displaystyle (K_{D})_{A}={(aA)_{org} \over (a_{A})_{aq}}\approx {[A]_{org} \over [A]_{aq}}}
分布定数は、多くの溶媒抽出を行った後でさえも、溶液中に残った被分析物の濃度を計算できるため有用である。また、分布定数は抽出分離を実行する最も効率的なやり方を選択する指針を与える。
ゆえに、有機溶媒を使った i 回の抽出後に水溶液中に残ったAの濃度は以下のようになる。
{\displaystyle [A]_{i}=({V_{aq} \over V_{org}K_{D}+V_{aq}})^{i}[A]_{0}}
上式において、[A]i は抽出後に残ったAの濃度、Vaq は水溶液の量、[A]0 は初期濃度、Vorg は有機溶媒の毎回の量である。